# Неоклассическая экономическая теория
Неоклассическая экономическая теория возникла в 1870-е годы.
Представители: У. С. Джевонс и Л. Вальрас (математическая школа), Дж. Б. Кларк (американская школа), Ирвинг Фишер, А. Маршалл и А. Пигу (кембриджская школа).
Неоклассическое направление исследует поведение т. н. экономического человека (потребителя, предпринимателя, наёмного работника), который стремится максимизировать доход и минимизировать затраты. Основные категории анализа — предельные величины (см. Маржинализм).
Экономисты неоклассического направления разработали теорию предельной производительности; теорию общего равновесия, согласно которой механизм свободной конкуренции и рыночного ценообразования обеспечивает справедливое распределение доходов и полное использование экономических ресурсов; экономическую теорию благосостояния, принципы которой положены в основу современной теории государственных финансов (П. Сэмуэльсон); теорию рациональных ожиданий и др.
Во второй половине XIX века наряду с марксизмом возникает и развивается неоклассическая экономическая теория. Из всех её многочисленных представителей наибольшую известность приобрёл английский учёный Альфред Маршалл (1842—1924): профессор, заведующий кафедрой политической экономии Кембриджского университета, который обобщил результаты новых экономических исследований в фундаментальном труде «Принципы экономической теории» (1890).
В своих работах А. Маршалл опирался как на идеи классической теории, так и на идеи маржинализма. Маржинализм (от англ. marginal «предельный, крайний») — течение в экономической теории, возникшее во второй половине XIX века. Экономисты-маржиналисты в своих исследованиях использовали предельные величины, такие как предельная полезность (полезность последней, дополнительной единицы блага), предельная производительность (продукция, произведённая последним нанятым работником).
Данные понятия использовались ими в теории цены, теории заработной платы и при объяснении многих других экономических процессов и явлений.
В своей теории цены А. Маршалл опирается на концепции спроса и предложения. Цена блага определяется соотношением спроса и предложения. В основе спроса на благо лежат субъективные оценки предельной полезности блага потребителями (покупателями). В основе предложения блага лежат издержки производства. Производитель не может продавать по цене, не покрывающей его затраты на производство. Если классическая экономическая теория рассматривала формирование цен с позиций производителя, то неоклассическая теория рассматривает ценообразование и с позиций потребителя (спрос), и с позиций производителя (предложение).
Неоклассическая экономическая теория так же, как и классическая политэкономия, исходит из принципа экономического либерализма, принципа свободной конкуренции. Но в своих исследованиях неоклассики больший акцент делают на исследовании прикладных практических проблем, в большей степени используют количественный анализ и математику, чем качественный (содержательный, причинно-следственный). Наибольшее внимание уделяется проблемам эффективного использования ограниченных ресурсов на микроэкономическом уровне, на уровне предприятия и домашнего хозяйства. Неоклассическая экономическая теория является одной из основ многих направлений современной экономической мысли.

## Обзор
Неоклассическая экономика характеризуется несколькими постулатами, общими для многих школ экономической мысли. Не существует полного согласия относительно того, что понимается под неоклассической экономикой, и в результате возникает широкий спектр неоклассических подходов к различным проблемным областям и областям — от неоклассических теорий труда до неоклассических теорий демографических изменений.

#### Три основных постулата
Рой Вайнтрауб высказал мнение, что неоклассическая экономика опирается на три постулата, хотя некоторые отрасли неоклассической теории могут иметь различные подходы:
- Люди имеют рациональные предпочтения между результатами, которые могут быть идентифицированы и связаны с ценностями.
- Частные лица максимизируют полезность, а фирмы — прибыль.
- Люди действуют самостоятельно, опираясь на полную и актуальную информацию.

Исходя из этих трех предположений, экономисты-неоклассики построили структуру для понимания распределения ограниченных ресурсов между альтернативными целями — на самом деле понимание такого распределения часто считается определением экономики для неоклассических теоретиков. Вот как Уильям Стэнли Джевонс представил «проблему экономики»:
Дана определенная численность населения, имеющая различные потребности и производственные мощности, владеющая определенными землями и другими источниками материала; необходим способ использования их труда, который позволит максимизировать полезность их продукции.
Из основных положений неоклассической экономики вытекает широкий спектр теорий о различных сферах экономической деятельности. Например, максимизация прибыли лежит в основе неоклассической теории фирмы, в то время как вывод кривых спроса приводит к пониманию потребительских товаров, а кривая предложения позволяет анализировать факторы производства. Максимизация полезности является источником для неоклассической теории потребления, выведения кривых спроса на потребительские товары и выведения кривых предложения рабочей силы и резервирования спроса.
Рыночное предложение и спрос агрегируются между фирмами и частными лицами. Их взаимодействие определяет равновесные объемы производства и цены. Рыночное предложение и спрос на каждый фактор производства определяются аналогично рыночному конечному выпуску для определения равновесного дохода и распределения доходов. Факторный спрос включает в себя отношение предельной производительности этого фактора на рынке продукции.
Неоклассическая экономика делает упор на равновесие, которое является решением задач максимизации агентов. Закономерности в экономике объясняются методологическим индивидуализмом, положением о том, что экономические явления могут быть объяснены агрегированием над поведением агентов. Основной упор делается на микроэкономику. Институты, которые можно было бы рассматривать как предшествующие и обусловливающие методологический индивидуализм, не рассматриваются. Экономический субъективизм сопровождает эти акценты.

## Происхождение
Классическая экономическая теория, разработанная в XVIII и XIX веках, включала в себя теорию стоимости и теорию распределения. Считалось, что ценность продукта зависит от затрат, связанных с его производством. Объяснение издержек в классической экономике было одновременно объяснением распределения. Землевладелец получал ренту, рабочие — заработную плату, а фермер-арендатор-капиталист получал прибыль от своих инвестиций. Этот классический подход включал в себя работы Адама Смита и Давида Рикардо.
Однако некоторые экономисты постепенно стали подчеркивать воспринимаемую ценность товара для потребителя. Они предложили теорию, согласно которой ценность продукта должна быть объяснена различиями в полезности (полезности) для потребителя. (В Англии экономисты склонны были концептуализировать полезность в соответствии с утилитаризмом Иеремии Бентама, а позднее Джона Стюарта Милля.)
Третьим шагом от политической экономии к экономике стало введение маржинализма и утверждение, что экономические субъекты принимают решения, основанные на марже. Например, человек решает купить второй бутерброд, основываясь на том, насколько он полон после первого, фирма нанимает нового сотрудника, основываясь на ожидаемом увеличении прибыли, которую он принесет. Это отличается от совокупного принятия решений классической политической экономии тем, что оно объясняет, как жизненно важные товары, такие как вода, могут быть дешевыми, а предметы роскоши — дорогими.
По мнению Philip Mirowski, «неоклассическая экономическая теория полностью заимствована из физики середины девятнадцатого века; „полезность“ была переопределена таким образом, чтобы она была идентична „энергии“, а экономические трансферты рассматривались как трансферты энергии, которые также поддаются математическому анализу». Как отмечает Бойд Хилтон, Мировски не имеет в виду, что неоклассические экономисты сознательно экстраполировали термодинамику — а скорее, что, взяв энергетику в качестве метафоры, они приняли (не обязательно осознанно) некоторые из ее основных понятий.

## Маржинальная революция
Переход экономической теории от классической к неоклассической экономике был назван «маржинальной революцией», хотя утверждалось, что этот процесс шел медленнее, чем предполагает данный термин. Она часто датируется Теорией политической экономии Уильяма Стэнли Джевонса (1871), Принципами экономики Карла Менгера (1871) и Элементами чистой экономики Леона Вальраса (1874—1877). Историки экономики и экономисты долго спорили:
- Была ли полезность или маржинализм более существенны для этой революции.

- Было ли это революционное изменение мышления или просто постепенное развитие и изменение акцентов по сравнению с их предшественниками.
- Не скрывает ли группировка этих экономистов различия более важные, чем их сходство[10].

В частности, Джевонс рассматривал свою экономику как применение и развитие утилитаризма Джереми Бентама и никогда не имел полностью разработанной теории общего равновесия. Менгер не принял эту гедонистическую концепцию, объяснил уменьшение предельной полезности с точки зрения субъективного приоритета возможных применений и подчеркнул неравновесие и дискретность; кроме того, Менгер возражал против использования математики в экономике, в то время как другие два смоделировали свои теории по механике 19-го века. Джевонс опирался на гедонистическую концепцию Бентама или Милля, а Вальраса больше интересовало взаимодействие рынков, чем объяснение индивидуальной психики.
Учебник Альфреда Маршалла «принципы экономики» (1890) стал доминирующим учебником в Англии спустя поколение. Влияние Маршалла распространялось и на другие страны; итальянцы хвалили Маффео Панталеони, называя его «итальянским Маршаллом». Маршалл считал, что классическая экономическая теория пытается объяснить цены издержками производства. Он утверждал, что более ранние маржиналисты зашли слишком далеко в исправлении этого дисбаланса, чрезмерно акцентируя внимание на полезности и спросе. Маршалл считал, что «мы можем с таким же основанием спорить о том, является ли верхним или нижним лезвием ножниц то, что разрезает лист бумаги, как и о том, определяется ли стоимость полезностью или издержками производства».
Маршалл объяснял цену пересечением кривых спроса и предложения. Введение различных рыночных «периодов» было важным нововведением Маршалла:
- Рыночный период. Товары, произведенные для продажи на рынке, берутся в качестве данных, например, на рыбном рынке. Цены быстро приспосабливаются к чистым рынкам.

- Короткий период. Промышленный потенциал берется как данность. Уровень производства, уровень занятости, затраты сырья и цены колеблются, чтобы уравнять предельные издержки и предельный доход, где прибыль максимизируется. Экономическая рента существует в краткосрочном равновесии для фиксированных факторов, и норма прибыли не уравнивается между секторами.
- Длительный период. Запас капитальных благ, таких как фабрики и машины, не берется как данность. Равновесие максимизации прибыли определяет как производственные мощности, так и уровень, на котором они эксплуатируются.
- Очень долгий период. Технология, демографические тенденции, привычки и обычаи не воспринимаются как данность, но могут варьироваться в очень длительных моделях периода.

Маршалл рассматривал спрос и предложение как стабильные функции и распространял объяснения спроса и предложения по ценам на все маршруты. Он утверждал, что предложение легче варьировать в более длительных периодах, и таким образом становится более важным определяющим фактором цены в очень долгосрочной перспективе.

## Дальнейшие события
Важное изменение в неоклассической экономике произошло примерно в 1933 году. Джоан Робинсон и Эдвард Чемберлин, почти одновременно опубликовав свои книги «Экономика несовершенной конкуренции» (1933) и «Теория монополистической конкуренции» (1933), представили модели несовершенной конкуренции. Из этой работы выросли теории рыночных форм и промышленной организации. Они также подчеркивали некоторые инструменты, такие как кривая предельного дохода.
Работа Джоан Робинсон на тему несовершенной конкуренции, по крайней мере, была ответом на некоторые проблемы Маршаллианской теории частичного равновесия, выделенные Пьеро Сраффой. Англо-американские экономисты также ответили на эти проблемы, обратившись к теории общего равновесия, разработанной на европейском континенте Леоном Вальрасом и Вильфредо Парето. Книга Джона Хикса «Ценность и капитал» (1939) оказала большое влияние на приобщение его англоязычных коллег к этим традициям. На него, в свою очередь, повлиял переход экономиста австрийской школы Фридриха Хайека в Лондонскую школу экономики, где тогда учился Хикс.
Эти разработки сопровождались появлением новых инструментов, таких как кривые безразличия и теория порядковой полезности. Возрос уровень математической изощренности неоклассической экономики. Этому росту математического моделирования способствовали работы Пола Самуэльсона «Основания экономического анализа» (1947).
Утверждается, что межвоенный период в американской экономике был плюралистическим, а неоклассическая экономика и институционализм конкурировали за лояльность. Фрэнк Найт, экономист первой Чикагской школы, попытался объединить обе школы. Но этот рост математики сопровождался большим доминированием неоклассической экономики в англо-американских университетах после Второй мировой войны. Некоторые утверждают, что внешние политические интервенции, такие как маккартизм, и внутренние идеологические издевательства сыграли важную роль в этом подъеме к доминированию.
Книга Хикса «Ценность и капитал» состояла из двух основных частей. Вторая, которая, возможно, не была сразу же влиятельной, представляла собой модель временного равновесия. На Хикса непосредственно повлияла концепция Хайека о межвременной координации, а также более ранняя работа Линдхаля. Это было частью отказа от дезагрегированных долгосрочных моделей. Эта тенденция, вероятно, достигла своей кульминации с помощью модели межвременного равновесия Эрроу-Дебре. Модель Эрроу-Дебре имеет канонические представления в теории ценности Жерара Дебре (1959) и в «общем конкурентном анализе» Эрроу и Хана (1971).
Многие из этих изменений происходили на фоне улучшений как в эконометрике, то есть способности измерять цены и изменения в товарах и услугах, а также их совокупные количества, так и в создании макроэкономики или изучении целых экономик. Попытка объединить неоклассическую микроэкономику и кейнсианскую макроэкономику привела бы к неоклассическому синтезу, который был доминирующей парадигмой экономического мышления в англоязычных странах с 1950-х гг. Хикс и Самуэльсон, например, сыграли важную роль в интеграции кейнсианской экономики.
Макроэкономика повлияла на неоклассический синтез с другой стороны, подорвав основы классической экономической теории, такие как закон Сэя, и предположения о политической экономии, такие как необходимость стандарта твердых денег. Эти разработки нашли свое отражение в неоклассической теории путем поиска возникновения на рынках равновесных условий Парето-оптимальности и самоустойчивости.

## Критика
Возможно, лучше всего сформулировать критику неоклассической экономики можно в терминах, предложенных Лейхонхуфвудом, утверждающим, что «вместо того, чтобы искать альтернативу для ее замены, мы должны попытаться представить себе экономическую теорию, выходящую за пределы ее ограничений».
Это утверждение также указывает на необходимость привлечения эмпирической науки и тестирования неоклассических экономических положений, чтобы подтолкнуть рамки и теорию к основанию эмпирической реальности. Именно с такой эмпирической реальностью мы можем выйти за пределы ограничений. Лейхонхуфвуд говорит с точки зрения экспериментальной экономики; поведенческая экономика тоже использует экспериментальные методы, но также опирается на исследования и другие наблюдения того, что движет экономическим выбором, а также ищет способы ввести экономическую реальность в рамки и теорию. Обзор многочисленных эмпирических результатов как экспериментальной, так и поведенческой экономики, некоторые из которых поддерживают неоклассическую экономику, а многие предполагают необходимые изменения в структуре и теории. Кроме того, обзор эмпирических данных, касающихся поведения по сохранению (и переработке), как и в случае с понятием сохранения эмпатии, неоклассическая экономическая теория и теория развития имеет историю, когда она не могла адекватно объяснить выбор, связанный с взаимозависимостью человека и природной системы.
Неоклассическую экономику иногда критикуют за то, что она имеет нормативный уклон. С этой точки зрения он не фокусируется на объяснении реальных экономик, а вместо этого описывает теоретический мир, в котором применяется оптимальность Парето.
Возможно, самая сильная критика заключается в его пренебрежении физическими границами Земли и ее экосферы, которые являются физическим вместилищем всех человеческих экономик. Это пренебрежение становится горячим отрицанием неоклассическими экономистами, когда утверждаются пределы, поскольку принятие таких пределов создает фундаментальные противоречия с основополагающими предположениями о том, что рост масштабов человеческой экономики навсегда возможен и желателен. Игнорирование / отрицание ограничений включает в себя как ресурсы, так и «поглотители отходов», способность поглощать продукты жизнедеятельности человека и антропогенные токсины. Экологическая экономика видит взаимозависимых путешественников на космическом корабле Земля, космическом корабле, имеющем пределы. Неоклассическая экономика, напротив, рассматривает каждого путешественника как независимого от любого другого путешественника и с естественными системами, которые делают возможным путешествие на космическом корабле Земля, которые считаются (без эмпирической проверки) неограниченными или, в лучшем случае, ограниченными только знанием. Эмпирическая реальность того, что люди взаимозависимы друг с другом и с природой (то есть космическими системами Земли), также признается в гуманистической экономике, буддийской экономике и метаэкономике.
Неоклассическая экономика обращается к реальности взаимозависимости через понятие внешнего фактора, который является лишь случайным и не имеет реальных последствий в том смысле, что рынок всегда может решить эту проблему. Просто измените права собственности, приватизируя ресурс или товар, о котором идет речь. Эмпирическая реальность указывает на то, что вопрос взаимозависимости является гораздо более сложным, чем может быть зафиксирован только с переходом к правам частной собственности, видя существенную потребность, прагматически говоря, в хорошем сочетании как частной, так и общественной собственности, что является главной темой институциональной экономики.

Предположение о том, что индивиды действуют рационально, можно рассматривать как игнорирование важных аспектов человеческого поведения. Многие считают, что «экономический человек» сильно отличается от реальных людей, а экономика — от человека. Многие экономисты, даже современники, критиковали эту модель экономического человека… с ростом эмпирических данных (как уже отмечалось, особенно в поведенческой экономике) в поддержку представления человека как человека, а не как экономики. Торстейн Веблен весьма сардонически выразился о том, что неоклассическая экономика предполагает, что человек должен быть: 
Молниеносный вычислитель удовольствий и страданий, который колеблется подобно однородному шарику желания счастья под воздействием импульсов раздражителей, которые перемещаются по области, но оставляют его нетронутым. 
В результате неоклассическая экономика испытывает чрезвычайные трудности с объяснением таких вещей, как поведение при голосовании или кто-то, кто бежит в горящее здание, чтобы спасти совершенно незнакомого человека, возможно, даже погибает в этом процессе. Очевидно, что такой выбор не очень-то отвечает нашим личным интересам, если вообще отвечает. Такое «нерациональное» принятие решений было глубоко и широко изучено в поведенческой экономике. Возможно, самое главное, поведенческая экономика эмпирически продемонстрировала, что в то время как экономика почти исключительно преследует только собственные интересы, человек преследует двойной интерес. Этот двойной интерес включает в себя как эгоистический личный интерес, так и основанный на эмпатии другой (разделяемый с другими, но интернализованный в рамках собственного «Я») интерес. И, самое главное, вполне рационально искать равновесие в своих и чужих интересах, даже жертвуя немного в области личных интересов, чтобы сделать это.
Поведение при голосовании, так же как и бегство в горящее здание, рационально в том смысле, что оно дает выигрыш в сфере общих других интересов, как в случае с правильным поступком, что часто требует некоторого самопожертвования в области личных интересов. Рациональность — это все о максимизации совместного, неотделимого и взаимозависимого интереса к себе и другим, который представляет собой собственный интерес. Максимизация собственного интереса обычно означает некоторую жертву как в области личных интересов, так и в области других интересов, причем собственный интерес заключается в поиске баланса. Аналитическая система двойного интереса теперь представляет собой аналитический двигатель Метаэкономики — мету, указывающую на приведение соображений как этического, так и морального измерения. Это было бы правильно. Вернемся к формальной структуре неоклассической экономики. Моральное измерение существовало в самом начале, в моральной философии Адама Смита. Также вполне рационально искать равновесие в собственных интересах, когда моральное измерение умеряет эгоистические интересы.
Крупные корпорации могли бы, возможно, приблизиться к неоклассическому идеалу максимизации прибыли, но это не обязательно считается желательным, если это происходит за счет пренебрежения более широкими социальными проблемами. Более широкие социальные проблемы представлены в общем другом интересе, в то время как максимизация прибыли представлена в личном интересе. Необходим баланс.
Существуют проблемы, связанные с тем, чтобы сделать неоклассическую теорию общего равновесия совместимой с экономикой, которая развивается с течением времени и включает в себя капитальные блага. Это было исследовано в ходе крупной дискуссии в 1960—х годах—"Кембриджский спор о капитале" — о правомерности неоклассической экономики с акцентом на экономический рост, капитал, агрегатную теорию и теорию распределения предельной производительности. Были также внутренние попытки неоклассических экономистов распространить модель Эрроу-Дебре на неравновесные исследования стабильности и уникальности. Однако результат, известный как теорема Зонненшайна-Мантеля-Дебре, предполагает, что предположения, которые должны быть сделаны для обеспечения стабильности и уникальности равновесия, являются довольно ограничительными.
Неоклассическая экономика также часто рассматривается как слишком сильно опирающаяся на сложные математические модели, такие как те, которые используются в теории общего равновесия, без достаточного учета того, действительно ли они описывают реальную экономику. Многие считают попытку смоделировать такую сложную систему, как современная экономика, с помощью математической модели нереалистичной и обреченной на провал. Известный ответ на эту критику-утверждение Милтона Фридмана о том, что теории следует оценивать по их способности предсказывать события, а не по реалистичности их предположений. Математические модели также включают в себя модели теории игр, линейного программирования и эконометрики. Некоторые считают, что математические модели, используемые в современных исследованиях в области мейнстрим-экономики, превзошли неоклассическую экономику, в то время как другие не согласны с этим. Критики неоклассической экономики делятся на тех, кто считает, что высокоматематический метод изначально неверен, и тех, кто считает, что математический метод потенциально хорош, даже если современные методы имеют проблемы.
В целом, якобы чрезмерно нереалистичные предположения являются одним из наиболее распространенных критических замечаний по отношению к неоклассической экономике. Справедливо сказать, что многие (но не все) из этих критических замечаний могут быть направлены только на подмножество неоклассических моделей (например, существует много неоклассических моделей, в которых нерегулируемые рынки не достигают Парето-оптимальности, и в последнее время наблюдается повышенный интерес к моделированию нерационального принятия решений). Его пренебрежение к социальной реальности и его предполагаемая роль в оказании помощи элитам в расширении разрыва в богатстве и социальном неравенстве также часто критикуются.
В области экологической экономики было доказано, что неоклассическая экономическая система по своей природе дисфункциональна. Она рассматривает разрушение природного мира через ускоряющееся потребление невозобновляемых ресурсов, а также истощение «поглотителей отходов» экосферы как простые «внешние эффекты». «Такие внешние эффекты, в свою очередь, рассматриваются как происходящие лишь изредка и легко устраняемые путем перехода государственной собственности в частную собственность: рынок разрешит любую внешнюю проблему, если у него будет такая возможность; таким образом, нет никакой необходимости в каком-либо правительстве или каком-либо другом виде вмешательства сообщества». Космическая система Земли рассматривается как подмножество человеческой экономики и полностью подчиняется контролю (что необходимо для того, чтобы иметь независимость). Неоклассическая экономика видит независимость между человеческой экономикой и космическим кораблем, между каждым человеком и природой. Вместо этого экологическая экономика указывает на то, что человеческая экономика встроена в космическую систему Земли, поэтому все является внутренним: она видит взаимозависимость между каждым человеком и природой. В сущности, никаких внешних эффектов нет, за исключением некоторого материального и энергетического обмена за пределами атмосферы космического корабля. Таким образом, необходимы рамки и теория, чтобы преодолеть ограниченность неоклассической экономической презумпции независимости, выйти за пределы сосредоточения внимания только на эгоистических личных интересах независимого человека, как в потреблении, так и в производстве. Врожденная взаимозависимость каждого человека и природы, а также каждого человека с каждым другим человеком признается в рамках и теории, которые видят роль эмпатии в формировании общего другого — интереса к результатам на космическом корабле. Существенная необходимость рассмотрения эмпатии, чтобы решить вопрос достижения устойчивости на этом космическом корабле Земля, также становится темой в естественных и экологических науках.